# Pomoca
Pomoca es una localidad del municipio de Nacajuca ubicado en la subregión centro del estado mexicano de Tabasco.

## Geografía
La localidad de Pomoca se sitúa en las coordenadas geográficas 18°02′58″N 92°55′43″O / 18.0494780, -92.9285580, a una elevación de 6 metros sobre el nivel del mar.

## Demografía
Según el Conteo de Población y Vivienda 2020, efectuado por el Instituto Nacional de Estadística y Geografía, la localidad de Pomoca tiene 31,592 habitantes, de los cuales 14,920 son del sexo masculino y 16,672 del sexo femenino. Su tasa de fecundidad es de 1.48 hijos por mujer y tiene 10,037 viviendas particulares habitadas.
| Gráfica de evolución demográfica de Pomoca entre 2010 y 2020 |
|                                                              |
| INEGI.                                                       |